# 亨利 (內布拉斯加州)
亨利（英語：Henry）是位於美國內布拉斯加州斯科茨布拉夫縣的村。

## 人口
根據2020年美國人口普查的數據，亨利的面積為0.80平方千米，皆為陸地。當地共有人口125人，而人口密度為每平方千米156人。